# Présidence hongroise du Conseil de l'Union européenne en 2011
Présidence belge du Conseil de l'Union européenne en 2010 Présidence polonaise du Conseil de l'Union européenne en 2011
La présidence hongroise du Conseil de l'Union européenne en 2011 désigne la première présidence du Conseil de l'Union européenne effectuée par la Hongrie depuis son entrée dans l'Union européenne en 2004. 
Elle fait suite à la présidence belge de 2010 et précède celle de la présidence polonaise du Conseil de l'Union européenne à partir du 1er juillet 2011.
Cette présidence marque la conclusion en fonction du « trio de présidences » : Espagne - Belgique - Hongrie, dont le fonctionnement a pour but de proposer une vision à plus long terme et d'éviter des priorités trop nationales. Ce trio exerce, de plus, ses fonctions sur la base du nouveau Traité de Lisbonne qui est entré en fonction le 1er décembre 2009 et qui donne au Conseil une tête bicéphale avec la présidence de Herman Van Rompuy.

## Programme

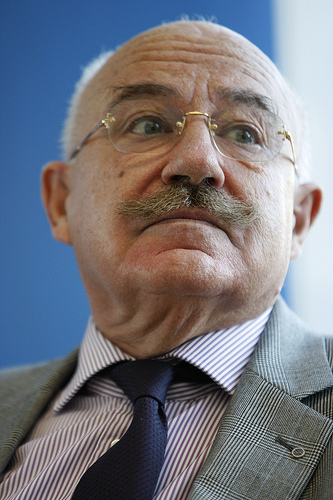
János Martonyi, président du Conseil de l’Union européenne lors du 1er semestre 2011.

### Cadre stratégique
La présidence hongroise s'est donnée 4 priorités au sein de son mandat :
- « Croissance, emploi et inclusion sociale » : la présidence hongroise souhaitait mettre l'accent, par cette formulation, sur le fait que les budgets publics soient viables et qu’il y ait une stricte discipline fiscale. De même, la présidence veut stimuler la croissance économique notamment en ce qui concerne la politique de l’emploi. Pour cela, la présidence souhaite s'appuyer sur la stratégie Europe 2020[2].
- « Une Europe plus forte » : cet élément se base sur le renforcement des politiques communes, leur adaptation aux nouveaux contextes. De même, la présidence souhaite développer les nouvelles politiques communes introduites par le traité de Lisbonne. Parmi les politiques concernées se trouve notamment la politique agricole commune mais aussi la politique commune de l'énergie[3].
- « Une Union proche de ses citoyens » : cet élément concerne notamment la garantie des droits et libertés du citoyen. Cela concerne aussi la communication : selon la présidence il est important de montrer aux citoyens comment ils peuvent utilisés les opportunités offertes par l'Union. Il s'agit aussi d'accroître la légitimité démocratique de l'Union[4].
- « Un élargissement responsable et un engagement global » : la présidence souhaitait mettre l'accent sur les procédures d'adhésion en cours car ceux-ci augmentent l'impact de l'Union sur la scène internationale[5].

### Programme opérationnel
Le programme opérationnel des différentes formations du Conseil de l'Union européenne est le suivant :
- Affaires générales : parmi les questions qui seront à l'ordre du jour du Conseil « Affaires générales » se trouvent l'intégration des Roms, l'avenir de la politique de cohésion, la création de la politique énergétique et l'orientation du cadre financier pluriannuel. De même, le Conseil « Affaires générales » prévoit la mise en œuvre rapide de l'initiative citoyenne européenne[6].
- Affaires économiques et financières : la présidence souhaitait améliorer la gouvernance économique de l'Union européenne en renforçant notamment la discipline budgétaire. En matière fiscale, la présidence hongroise souhaitait résoudre les problèmes liés aux financements des politiques communes[7].
- Justice et affaires intérieures : la présidence souhaitait encourager l'adhésion de la Bulgarie et de la Roumanie dans l'espace Schengen. De même, la présidence souhaite améliorer la lutte contre la criminalité organisée. Elle souhaite aussi : la mise en place d'une politique d'asile commune d'ici à 2012 et améliorer le système d'information Schengen. En matière de justice, la présidence souhaite progresser dans le processus devant conduire à l'adhésion de l'Union européenne à la Convention européenne des droits de l'homme et des libertés fondamentales[8].
- Agriculture et pêche : la présidence hongroise a pour but de continuer les discussions concernant la réforme de la PAC notamment en ce qui concerne les propositions de la Commission quant au paquet laitier. Enfin, la présidence hongroise souhaitait œuvrer afin d'améliorer l'information des consommateurs sur les denrées alimentaires. Enfin, la présidence souhaite mettre l'accent sur la santé des abeilles qui jouent un rôle important dans la pollinisation[9].
- Transports, télécommunications et énergie : lors de la présidence hongroise s'est tenu en février 2011 un Conseil européen extraordinaire consacré à l'énergie et à l'innovation. La présidence souhaite se concentrer sur les infrastructures énergétiques, l'approvisionnement et l'élaboration d'un marché de l'énergie intégré. Parallèlement, la présidence souhaitait réduire de 80 à 95 % les émissions de gaz à effet de serre à l'horizon 2050. En matière de télécommunication, la présidence souhaitait renforcer la sécurité des réseaux[10].
- Compétitivité : la présidence souhaitait renforcer et approfondir le marcher unique notamment par la mise en place d'un brevet européen. De même, la présidence souhaitait améliorer le fonctionnement du marché unique des services. En matière d'innovation, la présidence voulait mettre en place un espace européen de la recherche et une politique industrielle commune[11].
- Emploi, politique sociale, santé et affaires relatives à la protection des consommateurs : la présidence souhaitait se concentrer sur la création d'emplois, la pauvreté des enfants et l'intégration Roms. De même, la présidence indiquait vouloir entamer des négociations sur la sécurité au travail et la santé des travailleurs (tel que l'exposition au rayonnement électromagnétique). En matière sociale, la présidence programmait de se concentrer sur les problèmes de vieillissement de la population, de l'égalité des hommes et des femmes et du travail des handicapés. Enfin, la présidence souhaitait soutenir les gouvernements nationaux dans leurs efforts de modernisation de leur système de santé afin de lutter contre d'éventuels problèmes sanitaires[12].
- Environnement : la présidence a continué les discussions sur l'augmentation possible des objectifs de réduction des gaz à effet de serre. Elle souhaitait aussi améliorer la lutte contre la baisse de biodiversité[13].
- Éducation, jeunesse, culture, politique audiovisuelle et sport : la présidence souhaitait renforcer les politiques européennes dans le domaine de l'éducation et de la formation. Ces deux éléments étant considérés comme des moyens de renforcer les performances économiques de l'Union. De même, depuis le traité de Lisbonne, le sport entre dans les compétences complémentaires de l'Union et la présidence souhaite promouvoir l'adoption de décisions dans ce domaine notamment par la mise en place d'une politique du sport[14].
- Relations extérieures : le Conseil européen, et plus précisément la présidence tournante n'a pas de rôle central au sein de la politique étrangère et de sécurité. Le Service européen pour l'action extérieure (SEAE) est devenu opérationnel pendant la présidence hongroise. La présidence souhaite offrir son soutien au Haut représentant et au SEAE[15].

## Polémique
La présidence hongroise du Conseil de l'Union européenne coïncide avec le renforcement de la législation relative aux médias, à la banque centrale, au pouvoir judiciaire et au contrôle des données. De même, elle coïncide avec l'adoption de la nouvelle Loi fondamentale de la Hongrie le 18 avril 2011 (entrée en vigueur le 1er janvier 2012).

### Loi sur les médias
Le 1er janvier 2011 est entrée en vigueur une nouvelle loi sur les médias en Hongrie. Selon cette loi, un Conseil nommé par le Fidesz peut infliger des amendes aux médias en cas « d’atteinte à l’intérêt public », peut perquisitionner les rédactions et exiger des journalistes qu’ils révèlent leurs sources.
Dès le début du mois de janvier 2011, l'Allemagne, la France, le Luxembourg, et le Royaume-Uni ont appelés la Hongrie à modifier le texte, jugé liberticide par les observateurs internationaux. En effet, le 4 janvier, le porte-parole du gouvernement français, et ministre du budget, François Baroin, avait déclaré que cette loi était « incompatible avec l'application d'une certaine idée de la liberté de la presse, validée par tous les traités européens ». Le 6 janvier, Viktor Orbán, Premier ministre de Hongrie, répond à ces deux gouvernements en jugeant leur prise de position « prématurée » et « inutile ». Il a cependant rappelé que la « Hongrie acceptera toute procédure que l'Union européenne déclencherait ».
Le 11 janvier 2012, Neelie Kroes, la Commissaire à la société numérique, a déclaré que si des problèmes étaient identifiés dans la loi, Viviane Reding, Commissaire à la justice, aux droits fondamentaux et à la citoyenneté, pourrait être amené à intervenir, conformément à l’article 7 du traité sur l'Union européenne.
La Commission européenne a, quant à elle, exprimé ses doutes sur cette législation notamment en ce qui concerne l'autorité chargée de la supervision des médias, laquelle serait composé des membres du parti de Viktor Orbán, le Fidesz. Le 21 janvier, Neelie Kroes a demandé des clarifications au gouvernement hongrois quant à la conformité de sa législation au droit de l'Union européenne.
Le ministre de la justice hongrois, Tibor Navracsics, a répondu à la commissaire que « le gouvernement hongrois est engagé à faire respecter le droit communautaire dans tous les aspects de la loi sur la régulation des médias ».
Du 7 au 15 février, des experts de la Commission et des autorités hongroises se sont rencontrés afin de discuter des points jugés problématiques de la loi sur les médias. Finalement, le 16 février, le gouvernement de Viktor Orbán accepte de modifier plusieurs dispositions de la loi jugée liberticide. La Commission juge cependant nécessaire de « continuer à suivre de près la situation » afin de s'assurer que les changements promis soient bien adoptés et que la nouvelle formulation de la législation soit bien mise en œuvre.

### Loi fondamentale
Le 18 avril 2011, le Parlement hongrois a adopté le texte d'une nouvelle constitution reprenant les idéaux du parti majoritaire (68 % des sièges), le Fidesz, et de son leader, et principal rédacteur de la nouvelle constitution, Viktor Orbán.
Le 25 mai 2011, le secrétaire de la Commission de Venise, Thomas Markert, communique au Parlement européen (Commission des libertés civiles, de la justice et des affaires intérieures) les conclusions préliminaires de la Commission sur la nouvelle Loi fondamentale. Parmi ses critiques, les lois organiques : « De nombreuses institutions européennes stipulent que certaines lois et amendements requièrent une majorité des deux-tiers, ce qui nécessite un consensus parmi les partis politiques. Cette sauvegarde habituelle ne peut pas fonctionner dans la situation politique hongroise actuelle, où un seul parti a une majorité des deux-tiers. La solution serait que ceux qui détiennent tant de pouvoirs se modèrent, mais ce n'est pas le cas pour l'instant. » Il cite également le préambule « trop long » et qui « comprend de nombreuses références historiques » dont certaines « pourraient être comprises comme une exclusion des minorités », l'article sur la protection des Hongrois de l'étranger qui « pourrait être vu comme une ingérence dans les affaires d'autres pays », celui sur « la vie avant la naissance », celui définissant le mariage comme l'union entre un homme et une femme, enfin la non-mention de l'orientation sexuelle dans l'article sur les discriminations. Il souligne aussi que le passage de l'âge de la retraite des magistrats de 70 à 62 ans « entrainera la nomination de nombreux nouveaux juges en une seule fois ». S'ensuit un premier débat entre représentants des partis européens où la députée du Fidesz Kinga Gál estime qu'il n'est pas « du ressort de cette commission d'aborder la constitution hongroise » mais n'est soutenue que par un autre représentant maltais du PPE, les représentants des autres partis ou groupes parlementaires (S&D, ADLE, GUE/NGL et Verts/ALE) exposant une position contraire.
Le 8 juin 2011, lors d'une session plénière au Parlement européen, les députés sont une nouvelle fois revenus sur le texte de la nouvelle constitution hongroise. Les discussions menées par les institutions européennes sur la nouvelle Loi fondamentale portaient notamment la légitimité du débat européen à propos d'« un texte constituant l'essence de la souveraineté nationale ». En ce sens, le député hongrois Dimitar Stoyanov considérait qu'une « substitution à l'autorité nationale hongroise [était] inconcevable ». La représentante du S&D à la Commission des droits de l'homme, Véronique De Keyser, répliqua alors qu'il ne s'agissait, pour l'Union, de se positionner en « censeur de la politique hongroise », mais qu'il lui appartenait de « veiller au respect des valeurs européennes, telles la démocratie et le respect des minorités ». Lors de cette séance, la Commissaire à la justice et aux affaires intérieures, Viviane Reding, a rappelé que la Commission avait, parmi ces attributions, celle de vérifier la conformité des textes nationaux aux textes nationaux. Cependant, la Commission européenne souhaite attendre le rapport final de la Commission de Venise, qui avait rendu un rapport préliminaire le 25 mai 2011, avant de convoquer un Comité d'expert. En fonction de ce rapport, la Commission peut saisir la Cour de justice de l'Union européenne qui avertira le gouvernement hongrois de la non-conformité de sa nouvelle Loi fondamentale aux traités européens. En cas de non-prise en compte de l'avertissement, un recours de la Commission européenne pourra être formé.
La nouvelle Loi fondamentale est critiquée, notamment concernant les dispositions concernant les médias et la liberté d'expression. Selon Guy Verhofstadt, chef du groupe ADLE, ces mesures pourraient même faire l'objet de la procédure prévue à l'article 7 du traité. Cette position est notamment partagée par Daniel Cohn-Bendit, Harlement Désir et Rebecca Harms. Cependant, la Commission européenne ne juge pas nécessaire la mise en œuvre de l'article 7 du fait d'un manque d'information.

## Identité visuelle
Le triplet de la présidence comprenant l'Espagne, la Belgique et la Hongrie ont adopté un logo commun créée par un étudiant en graphisme belge, Antoine Durieux. Il représente les lettres E et U liées ensemble (initiales de l'anglais European Union). Ces lettres sont formées à partir d'un ruban composé de trois bandes aux couleurs déclinables en fonction du drapeau du pays président le conseil. Dans le cas de la Hongrie, la bande était rouge, blanche et verte. 
Les lettres sont inclinées pour montrer le dynamisme des pays. Elles paraissent écrites à la main symbolisant le fait que tous les citoyens peuvent se réapproprier le projet européen.